# Émilien Gailleton
Pour les articles homonymes, voir Gailleton.

a Compétitions nationales et continentales officielles uniquement.

b Matchs officiels uniquement.
Dernière mise à jour le 19 juillet 2025.
Émilien Gailleton, né le 13 juillet 2003 à Croydon (Angleterre), est un joueur international français de rugby à XV, jouant principalement au poste de centre à la Section paloise en Top 14.

## Biographie

### Jeunesse et formation
Né à Croydon, en Angleterre, d'un père français et d'une mère britannique, Émilien Gailleton a déménagé à Escamps dans le causse de Limogne, au sud du département du Lot, à l'âge de trois ans. C'est au Cahors rugby qu'il découvre le rugby à XV en 2008, après avoir pratiqué l'athlétisme. Il rejoint ensuite le SU Agen en junior à partir de 2017.

### Carrière en club

#### Les débuts au SU Agen
Gailleton fait ses débuts professionnels avec Agen le 15 octobre 2021, à seulement dix-huit ans, lors d'une défaite à Vannes, lors de la saison 2021-2022 de Pro D2.

#### Révèlation à la Section
En décembre 2021, il signe avec la Section paloise et intègre le club du Top 14 à l'issue de la saison 2021-22.
Malgré l'intérêt porté par l'ASM Clermont et le Stade toulousain, Gailleton rejoint les sectionnistes, préférant le projet sportif et le cadre de vie, et retrouve Sébastien Piqueronies, qu'il a connu comme manager de la filière France Jeunes à Marcoussis.
Auteur d'un excellent début de saison 2022-2023, il est considéré comme l'une des révélations du championnat et se fait remarquer par le sélectionneur de l'équipe de France, Fabien Galthié. Pour sa première année en Top 14, il inscrit 14 essais en 24 matchs et termine meilleur marqueur d'essais de la saison devançant Ethan Dumortier et Alivereti Raka ayant marqué 10 essais chacun. Il est ainsi logiquement nommé pour les Oscars Midi olympique Espoir et Or ,. Il est aussi élu dans l'équipe type de la saison de Top 14.
Lors de la saison 2023-2024, il devient un joueur plus complet mais moins décisif. Sa progression paraît ralentir, et cette situation a entraîné une perte d'avance par rapport à une concurrence de jeunes joueurs émergents XV de France. Gailleton reste déterminé à poursuivre ses efforts et à saisir les opportunités qui se présentent à lui, notamment lors des prochaines tournées internationales de fin de saison. Il termine la saison avec dix-huit franchissements en vingt-quatre matchs de Top 14.
La saison 2024-2025 voit Gailleton confirmer sa place d'élément central de l'équipe sectionniste, confirmant le fait qu'il est devenu un joueur complet. Gailleton franchit un cap en élargissant sa palette tactique, confirmant être capable de créer du jeu, structurer la défense tout en faisant preuve d'une efficacité offensive retrouvée. Collectivement, la première partie de saison de la Section paloise est décevante, mais Emilien Gailleton confirme son statut de joueur cadre. Gailleton est nommé capitaine pour la première fois lors de la 7ᵉ journée face au Stade toulousain à 21 ans (défaite 14-22 au Stade du Hameau). Il porte à nouveau le brassard lors des 11ᵉ et 12ᵉ journées, notamment lors de la victoire contre Lyon OU (29-15, le 30 novembre 2024 au Hameau) et lors de la lourde défaite face au RC Toulon (56-25, le 21 décembre 2024).
Le 15 février 2025, Émilien Gailleton devient le plus jeune joueur à inscrire 25 essais en Top 14, à l'âge de 21 ans, 7 mois et 2 jours, à la suite d'un doublé contre le Stade français Paris.
Le 24 février 2025, Émilien Gailleton se blesse lors de la victoire de la Section paloise contre le Racing 92 (29-47), souffrant d'une rupture partielle du ligament croisé postérieur d’un genou. Son absence, estimée entre quatre et six semaines, interrompt temporairement son association prometteuse avec Fabien Brau-Boirie au centre du terrain ainsi que son binôme offensif avec Théo Attissogbe,. Son retour à la compétition coïncide avec un net regain de forme de la Section paloise, qui termine la saison en trombe et se mêle à la lutte pour la qualification en phases finales,. Malgré son jeune âge, Gailleton est un élément clé dans l'éclosion de Fabien Brau-Boirie, avec qui il forme une paire de centres à la fois complémentaire et prometteuse.

### Carrière internationale
Émilien Gailleton débute en équipe de France des moins de 18 ans lors de l'International U18 Series en août 2019, en Afrique du Sud. Ce tournoi, disputé avec la sélection de Sébastien Calvet, marque ses premiers pas en sélection nationale. La France perd son premier match face à la Western Province, mais enchaîne avec une large victoire contre l'Afrique du Sud (43-19). Le troisième match contre l'Angleterre est serré et se termine par une défaite (29-25), avant que la France ne s’incline à nouveau face au Pays de Galles (18-14).
En décembre 2020, Gailleton est convoqué pour un stage destiné aux jeunes talents sous la direction de Sébastien Piqueronies, en préparation pour le Tournoi des Six Nations des moins de 20 ans 2021. Il est retenu pour disputer le tournoi à seulement dix-sept ans. Il participe à quatre matchs, dont trois comme titulaire.
L’année suivante, il rejoint de nouveau les Bleuets pour le Tournoi des Six Nations des moins de 20 ans 2022. Au cours de la compétition, il est nommé capitaine et joue les cinq rencontres comme titulaire, inscrivant un essai lors de la troisième journée contre l'Écosse,. En été, il est sélectionné pour les Six Nations Summer Series, durant lequel il dispute quatre matchs en tant que titulaire, inscrivant un essai.
Le 30 octobre 2022, il est convoqué pour la première fois avec le XV de France pour la tournée d’automne, sans participer à un match. En janvier 2023, bien que pressenti pour le Tournoi des Six Nations des moins de 20 ans 2023, il est finalement retenu par le XV de France pour le Tournoi des Six Nations 2023,. Relâché par le XV de France, il rejoint les Bleuets dès la deuxième journée pour affronter l'Irlande. Il participe à cette rencontre ainsi qu'aux deux dernières journées du tournoi, inscrivant deux essais. La France termine à la deuxième place.
En juin 2023, Gailleton est appelé pour un stage avec les Bleus, avant de figurer dans la liste des 42 sélectionnés par Fabien Galthié pour préparer la Coupe du monde 2023. Le 5 août suivant, lors du match test face à l'Écosse, il vit sa première sélection avec le XV de France.
Après des expériences frustrantes sous le maillot bleu, Émilien Gailleton est sélectionné en juin 2024 pour la tournée de l'équipe de France de rugby à XV en 2024 en Argentine,. Titulaire au centre aux côtés d'Antoine Frisch pour le premier match, il évolue également aux côtés de ses coéquipiers de club Hugo Auradou et Théo Attissogbe. Gailleton est de nouveau titularisé pour le dernier match de cette tournée cauchemardesque marquée par des affaires extra-sportives, inscrivant son premier essai en équipe de France.
En novembre 2024, Émilien Gailleton est à nouveau sélectionné dans le groupe pour la tournée d'automne. Il commence en tant que titulaire face au Japon associé à Yoram Moefana, où sa prestation solide et remarquée est saluée par les observateurs,. Il inscrit son second essai sous le maillot bleu.
Le 31 janvier 2025, Gailleton dispute son premier match du Tournoi des Six Nations, lors de la première journée de l'édition 2025 face au Pays de Galles. Entré en jeu à l’aile, il marque un essai dès son premier ballon touché. Lors de la deuxième journée du Tournoi, Émilien Gailleton est de nouveau remplaçant. Cependant, il est le seul des finisseurs à ne pas entrer en jeu lors de la défaite 26-25 face au XV de la Rose au Stade de Twickenham. Il confie que le sélectionneur, Fabien Galthié, s'est excusé après le match. La semaine suivante, Gailleton est de nouveau réserviste en Équipe de France de rugby à XV, à l'occasion de la victoire française au Stade olympique de Rome sur le score de 73 à 24. Il manque ainsi la réception de l'USA Perpignan avec la Section paloise. Émilien Gailleton, initialement sélectionné pour préparer la 4ᵉ journée du Tournoi des Six Nations 2025 et le match contre l'Irlande, doit déclarer forfait en raison d'une rupture partielle du ligament croisé postérieur d'un genou, survenue lors de la victoire de la Section paloise contre le Racing 92 (29-47). Il est remplacé dans le groupe des 42 joueurs par Marius Domon.
En juin 2025, il est appelé par Fabien Galthié dans la première liste pour préparer la tournée d'été en Nouvelle-Zélande. Il est retenu dans la liste finale pour disputer la tournée d'été en Nouvelle-Zélande au côté de ses coéquipiers en club Thibault Daubagna, Hugo Auradou et Théo Attissogbe.

## Vie privée
Émilien Gailleton est bilingue, parlant couramment anglais, ce qui le rend à l'aise dans les rapports avec les arbitres lors des matchs de l'équipe de France des moins de 20 ans dont il a été le capitaine.
En 2025, Émilien Gailleton devient le parrain de la Section d’Excellence Sportive Rugby Pau du Collège Jeanne d’Albret, à Pau. Il partage son expérience avec les jeunes et incarne les valeurs du haut niveau.

## Statistiques

### En club
| Saison                | Saison                | Championnat     | Championnat | Championnat | Championnat | Compétitions de l'EPCR                         | Compétitions de l'EPCR                         | Compétitions de l'EPCR                         | Compétitions de l'EPCR                         |
| Saison                | Saison                | Compétition     | M           | Pts         | Ess.        | Compétition                                    | M                                              | Pts                                            | Ess.                                           |
| --------------------- | --------------------- | --------------- | ----------- | ----------- | ----------- | ---------------------------------------------- | ---------------------------------------------- | ---------------------------------------------- | ---------------------------------------------- |
| 2021-2022             | SU Agen               | Pro D2          | 15          | 15          | 3           | Pas de qualification pour une coupe d'Europe   | Pas de qualification pour une coupe d'Europe   | Pas de qualification pour une coupe d'Europe   | Pas de qualification pour une coupe d'Europe   |
| Total SU Agen         | Total SU Agen         | Pro D2          | 15          | 15          | 3           | Pas de qualification en compétition européenne | Pas de qualification en compétition européenne | Pas de qualification en compétition européenne | Pas de qualification en compétition européenne |
| 2022-2023             | Section paloise       | Top 14          | 24          | 70          | 14          | Challenge Cup                                  | -                                              | -                                              | -                                              |
| 2023-2024             | Section paloise       | Top 14          | 24          | 30          | 6           | Challenge Cup                                  | 2                                              | 5                                              | 1                                              |
| Total Section paloise | Total Section paloise | Top 14          | 48          | 100         | 20          | Challenge Cup                                  | 2                                              | 5                                              | 1                                              |
| Total                 | Total                 | Top 14 / Pro D2 | 63          | 115         | 23          | Compétitions EPCR                              | 2                                              | 5                                              | 1                                              |

### Internationales
Au 19 juillet 2025, Emilien Gailleton compte 10 sélections en équipe de France, dont 6 en tant que titulaire, pour 3 essais inscrits, depuis sa première cape face à l'Ecosse, le 5 août 2023.
| Année | Compétition | Matchs | Points | Essais |
| ----- | ----------- | ------ | ------ | ------ |
| 2023  | Test matchs | 1      | 0      | 0      |
| 2024  | Test matchs | 5      | 10     | 2      |
| 2025  | Six Nations | 1      | 5      | 1      |
| 2025  | Test matchs | 3      | 0      | 0      |
| Total | Total       | 10     | 15     | 3      |

| Numéro | Date             | Lieu                                | Adversaire     | Compétition | Résultat | Score   |
| ------ | ---------------- | ----------------------------------- | -------------- | ----------- | -------- | ------- |
| 1      | 13 juillet 2024  | Stade José Amalfitani, Buenos Aires | Argentine      | Test match  | Défaite  | 33 - 25 |
| 2      | 09 novembre 2024 | Stade de France, Saint-Denis        | Japon          | Test match  | Victoire | 52 - 12 |
| 3      | 31 janvier 2025  | Stade de France, Saint-Denis        | Pays de Galles | Six Nations | Victoire | 43 - 0  |

## Palmarès

### En club
Néant

### En équipe nationale
- France
  - Vainqueur du Tournoi des Six Nations en 2025

### Tournoi des Six Nations
| Édition          | Rang | Résultats France | Résultats Gailleton | Matchs Gailleton |
| ---------------- | ---- | ---------------- | ------------------- | ---------------- |
| Six Nations 2025 | 1    | 4 v, 0 n, 1 d    | 1 v, 0 n, 0 d       | 1/5              |

Légende : v = victoire ; n = match nul ; d = défaite ; la ligne est en gras quand il y a Grand Chelem.

### Distinctions personnelles
- Meilleur marqueur d'essais du Championnat de France en 2023 (14 essais).
- Membre de l'équipe type du Championnat de France en 2023.
- Révélation de la saison 2022-2023 de Top 14 à la Nuit du rugby.